# 克德来
克德来（Edwin Herbert Cartwright）（1878年—？），英国人，清末与民国时期在中国担任教师。

## 生平
1878年出生于英格兰斯塔福德郡。毕业于威斯敏斯特学院（Westminster College,London,England）。
1902年来华，先到上海，在上海汉碧礼学校（Shanghai Hanbury School）（该校今为上海市市西中学）担任教师（assistant master）。1906年（光绪三十二年）出任山西大学堂西学专斋教授，讲授英文。
在山西大学堂任职6年后，离职。1911年（宣统三年）转任北京大学教授。
1917年，北京大学校长蔡元培认为克德来不称职，将其解雇。克德来将北京大学告上法庭，最终败诉。
此后，任教于北京税务专门学校，讲授英文。